# Бојњички замак
Бојњички замак (слч. Bojnický zámok што значи Бојњички дворац), у садашњости Бојњички дворац као романтички дворац који има делимично сачуване готске и ренесансне основе замка те се у литератури помиње као Бојњички дворац и налази у бањском граду Бојнице, недалеко од Нитре у Словачкој.
Први пут се помиње 1113. године, а током векова је претрпео многобројне промене, да би га Јован Палфи (1829—1908) од 1888. до 1909. године преуредио. Као што је сам замак претрпео већи низ преправки, тако је и променио већи број власника од Матије Чака, преко ванбрачног сина Матије Корвина (1458—1490) Јована, породица Запоља, Турза и Палфија до власника концерна Бата који су га купили пред почетак  светског рата а после рата је национализован.

## Прошлост замка
Бојнице су бањски град који је настанјен у далекој прошлости и ту је 12. веку као дрвени замак који је након једног века преграђен у камени замак и који је добио и градске бенефиције 1366. године.
1530—1599, био је опустошен од стране Турака након чега је почела изградња градских бедема. Крајем 17. века и почетком следећег град су опустошили устаници да би се град опет подигау и изградио млинове и пиваре. Овај бањски град је имало своје изворе и био је јако привлачно место за аристократио а касније индустријалце и увек је било пуно привлачности. У документима се први пут се помиње 1113. године у документима, али је тешко прецизно датирати његов настанак. Његов први познати власник био је Матија Чак, господар Татра и Дунава, који га је 1302. године добио од мађарског краља Владислава (Вацлав) VIII (краљ Мађарске 1301—1305, краљ Чешке 1305—1306). Краљ Мађарске Матија Корвин га је 1489. године предао на управу свом ванбрачном сину Јовану, а остало је забележено да је и сам волео да посећује замак и да је често диктирао краљевске едикте испод своје липе која се данас назива липа краља Матије. После његове смрти замак долази у посед Запоља, а потом и породице Турзо која је спадала међу најбогатије у северним деловима краљевине Мађарске. Они су га преузели 1528. године и отпочели су са прерађивањем и дограђивањем постојеће средњовековне грађевине у комфорни луксузни ренесансни дворац.
Њихово дело наставили су Палфији који су у посед замка дошли 1646. године. Последњи значајнији власник замка био је Јован Палфи који је од 1888. до 1909. године спровео велико реновирање и прерађивање замка у стилу француских двораца на реци Лоари. Поред тога он је и сам узео учешћа у том процесу дизајнирајући неке архитектонске детаље, а саму унутрашњост замка је опремио већим бројем антиквитета, таписерија, цртежа, слика и скулптура. Међутим после његове смрти су отпочеле свађе међу његовим наследницима који су распродали добар део тих предмета да би на крају 25.02. 1939. године продали цео дворац са бањом и околином Јану Бати из концерна Бата.
Након II светског рата целокупна имовина концерна Бата на територији Чехословачке је национализована, а самими тим је и Бојнички дворац дошао под управу државе. Велики пожар је 09.05. 1950. године захватио замак, али га је држава после тога обновила и у њему је отворен музеј који се бави представљањем и документовањем нео стилова у архитектури, чему и сам дворац у данашњем облику припада.
Данас је најпосећенији самостални музеј у Словачкој републици са посетом од око 200.000 туриста годишње, које привлаче и специфичне туре у ноћ Бајка у дворцу, као и међународни фестивал духова и душа.